# Sampa the Great

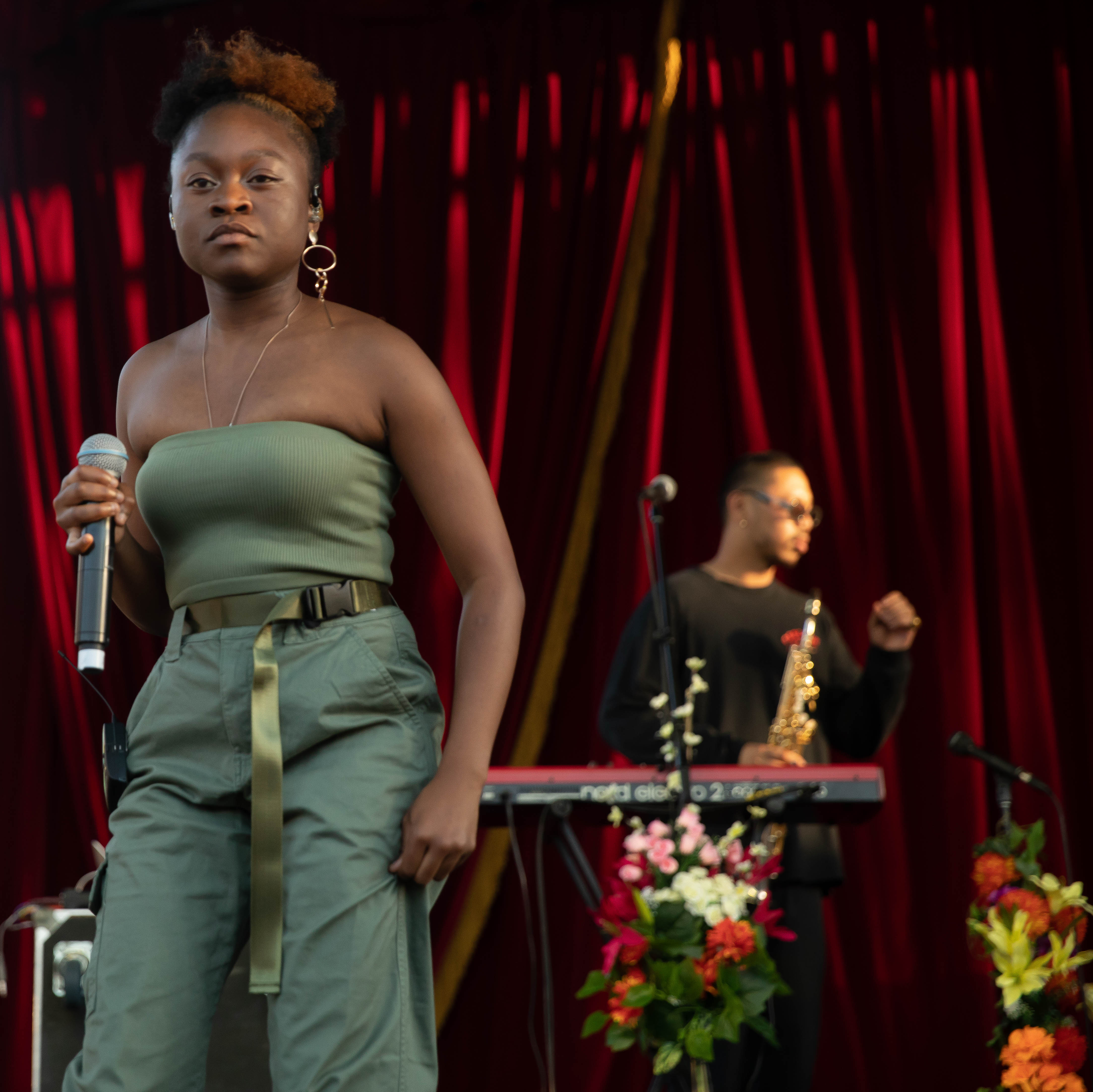
En 2018

Sampa the Great (née Sampa Tembo en 1993) est une rappeuse et compositrice zambienne.

## Biographie
Née en Zambie en 1993, Sampa Tembo grandit au Botswana où son père a trouvé un travail. Depuis l’âge de 9 ans, elle écrit des chansons, puis se met à rapper, influencée par son idole américaine, Tupac Shakur. Dans les années 2010, elle étudie à San Francisco et Los Angeles puis s'installe en Australie. Là, elle s’inscrit à une formation d’ingénieure du son mais rêve de devenir artiste,. À Sydney puis à Melbourne, elle participe à des sessions musicales. En 2015, elle enregistre son premier projet, The Great Mixtape, explorant son patrimoine africain spirituel et musical. « J’avais envie d’ajouter dans ma musique mes amis qui me parlent en tanzanien, en swahili, en bemba, parce que c’est de là d’où je viens », dit-elle, « Je voulais mettre un peu de moi, de ma culture, par exemple, les enfants qui créent des rythmes en frappant dans leurs mains, les chorales, les harmonies ». L'album est repéré par le label anglais Ninja Tune. Elle collabore aussi avec d'autres artistes, comme l'australien Jonti, assure des premières parties de Kendrick Lamar, Lauryn Hill, Little Simz ou encore Ibeyi, réalise des clips. Puis, quatre ans plus tard, avec ce label Ninja Tune, elle grave l'album The Return.

## Discographie
- The Return (2019) sous le label Ninja Tune.
- As Above, So Below (2022) sous le label Loma Vista (Loma Vista [en])